# Miami (Misuri)
Miami es una ciudad ubicada en el condado de Saline en el estado estadounidense de Misuri. En el Censo de 2010 tenía una población de 175 habitantes y una densidad poblacional de 107,08 personas por km².

## Geografía
Miami se encuentra ubicada en las coordenadas 39°19′21″N 93°13′33″O / 39.32250, -93.22583. Según la Oficina del Censo de los Estados Unidos, Miami tiene una superficie total de 1.63 km², de la cual 1.45 km² corresponden a tierra firme y (11.41%) 0.19 km² es agua.

## Demografía
Según el censo de 2010, había 175 personas residiendo en Miami. La densidad de población era de 107,08 hab./km². De los 175 habitantes, Miami estaba compuesto por el 97.71% blancos, el 0.57% eran afroamericanos, el 0% eran amerindios, el 0% eran asiáticos, el 0% eran isleños del Pacífico, el 0.57% eran de otras razas y el 1.14% pertenecían a dos o más razas. Del total de la población el 1.71% eran hispanos o latinos de cualquier raza.